# Sant’Oreste
Sant’Oreste ist eine Gemeinde in der Metropolitanstadt Rom in der italienischen Region Latium mit 3435 Einwohnern (Stand 31. Dezember 2023). Sie liegt 46 km nördlich von Rom. Der Ortsname soll sich auf eine Verballhornung des Namens des Ortsheiligen Edistus, des Sant’Edisto, beziehen, eines römischen Märtyrers des Jahres 64 n. Chr., doch ist dies höchst unsicher.

## Geographie
Sant’Oreste liegt am Südostabhang des Monte Soratte in Panoramalage über dem Tal des Tiber. Ein großer Teil des Gemeindegebiets gehört zum Naturreservat Monte Soratte.
Zur Gemeinde gehören die im Tal liegenden Ortsteile Murella, Ponticello, Selva Grande und Valleprato. Die Nachbargemeinden sind Civita Castellana (VT), Civitella San Paolo, Faleria (VT), Nazzano, Ponzano Romano, Rignano Flaminio und Stimigliano (RI).

### Verkehr
Sant’Oreste liegt oberhalb der Via Flaminia, die den Ort mit Rom verbindet. Die nächste Auffahrt an der Autobahn A1 Autostrada del Sole ist Ponzano - Soratte in 8 km Entfernung.
Sant’Oreste hat einen Bahnhof an der Bahnstrecke Roma Flaminio–Viterbo.

## Bevölkerungsentwicklung
| Jahr      | 1881 | 1901 | 1921 | 1936 | 1951 | 1971 | 1991 | 2001 |
| --------- | ---- | ---- | ---- | ---- | ---- | ---- | ---- | ---- |
| Einwohner | 1780 | 2170 | 2422 | 2542 | 2920 | 2624 | 3329 | 3536 |

Quelle: ISTAT

## Politik
Sergio Menichelli (Bürgerliste Sant’Oreste cresce e si rinnova) wurde im Juni 2009 zum Bürgermeister gewählt. Er löste Mario Segon (seit 2004) ab, der nicht mehr kandidierte. Seit dem 6. Juni 2016 ist Valentina Pini (Sant’Oreste in movimento) Bürgermeisterin.